# Massaker von Hornkranz
Das Massaker von Hornkranz am 12. April 1893 war ein Überfall deutscher Soldaten und afrikanischer Verbündeter unter dem Kommando von Curt von François auf den Witbooi-Kraal Hornkranz im damaligen Deutsch-Südwestafrika. Hornkranz war der Sitz des Kapteins Hendrik Witbooi, der sich weigerte, die deutsche Kolonialherrschaft über seinen Machtbereich anzuerkennen. Der Tod von etwa 80 afrikanischen Zivilisten, darunter Frauen und vermutlich auch Kinder, machte diesen Überfall als Massaker von Hornkranz international bekannt.

## Hintergrund
Ausgehend vom so genannten Lüderitzland entstand Ende des 19. Jahrhunderts die Kolonie Deutsch-Südwestafrika. Anfänglich sollte sie von der Deutschen Kolonialgesellschaft für Südwestafrika verwaltet werden. Die Gesellschaft war jedoch finanziell und personell mit der Inbesitznahme eines solch ausgedehnten Territoriums überfordert. Daher begann der Aufbau von Kolonial-Streitkräften, aus denen wenige Jahre später die kaiserliche „Schutztruppe“ hervorging. Curt von François wurde ihr erster Kommandeur. Das deutsche Militär, welches zunächst nur ein Dutzend Freiwillige – später wenige Hundert Soldaten – umfasste, griff zunehmend in die Konflikte zwischen afrikanischen Volksgruppen ein. Einige Ethnien, wie die Herero, erkannten die deutsche Kolonialherrschaft zunächst an. Sie erhofften sich von den Deutschen unter anderem Schutz vor regionalen Widersachern.
Die Witbooi waren eine in der ersten Hälfte des 19. Jahrhunderts aus Südafrika eingewanderte Orlam-Gruppe. Ihr Oberhaupt, Kaptein Hendrik Witbooi, sah früher als andere die Unabhängigkeit durch die Deutschen gefährdet. Im Glauben an eine göttliche Sendung versuchte er, eine Einigungsbewegung gegen die Deutschen herbeizuführen. Ein solches Bündnis kam jedoch anfangs nicht zustande. Die Beziehungen zwischen den kulturellen Gruppen waren durch traditionelle Feindschaften aus vorkolonialer Zeit überlagert.
Im März 1893 trafen Verstärkungen aus Deutschland ein. Von François sah nun die Möglichkeit, die beanspruchte Oberhoheit mit Gewalt durchzusetzen und eine Solidarität unter den Afrikanern zu verhindern. In historischer Literatur wird das Ereignis als Gefecht von Hornkranz bezeichnet.

## Verlauf
Am Morgen des 12. April 1893 überraschten über 150 deutsche Soldaten und afrikanische Verbündete die Witbooi bei Hornkranz, dem Privatsitz Hendrik Witboois westlich von Rehoboth. Die Witbooi leisteten einen knappen Vormittag lang Widerstand. Sie verschanzten sich in der halbfertigen Kirche des kleinen Ortes. Hendrik Witbooi gelang mit den überlebenden Kämpfern schließlich der Ausbruch. Zurück blieben die Frauen und Kinder der Siedlung.
Auch zeitgenössische kolonialfreundliche Autoren leugneten nicht, dass es bei dem Angriff zu zahlreichen zivilen Todesopfern und Verwundeten kam, doch wurden diese den Begleitschäden zugerechnet. So urteilte etwa der deutsche Kolonial-Offizier Rochus Schmidt:

„Am 12. April 1893 erfolgte die glückliche Erstürmung dieser Feste [Hornkranz], wobei die Witboileute an Toten 50 Mann und 30 Weiber (die letzteren waren mit in der Feste untergebracht und wurden so naturgemäß bei der Beschießung in Mitleidenschaft gezogen), an Verwundeten ungefähr 100 Leute beiderlei Geschlechts verloren, während die Verluste auf deutscher Seite nur zwei Tote und zwei Verwundete betrugen.“

Es gibt Hinweise, dass die deutschen Soldaten nicht nur auf Bewaffnete, sondern gleichermaßen auf Männer, Frauen, Kinder und Tiere schossen. Die Siedlung wurde vollständig verwüstet. 40 Frauen und Kinder wurden gefangen genommen und zusammen mit Vieh und Waffen nach Windhoek verbracht. Auf deutscher Seite kamen die Reiter Bartsch und Sakalowsky bei dem Angriff ums Leben.

## Folgen
Hendrik Witbooi zog sich mit 800 Gefährten in die unzugänglichen Naukluftberge zurück und lieferte sich einen monatelangen hartnäckigen Guerillakrieg mit deutschen Siedlern und Soldaten. Vorwürfe, er töte auch Wehrlose, wies er mit dem Hinweis auf die getöteten Bewohner von Hornkranz zurück. Erst als die Übermacht und Umzingelung der um Artillerie verstärkten Kolonialtruppe erdrückend wurde, gab er sich im September 1894 vorläufig geschlagen. Zehn Jahre später erhob sich Witbooi im Zuge des Hereroaufstands erneut.
Curt von François geriet in die Kritik, er habe mit seiner Offensive einen vermeidbaren Kolonialkrieg ausgelöst. Von François‘ Vorgehen verstieß gegen die allgemeine Order des Berliner Auswärtigen Amtes, keine kriegerischen Handlungen vorzunehmen, sondern nur gegen Einzelpersonen vorzugehen. Das Massaker von Hornkranz beschäftigte in den Folgemonaten die internationale Presse, wobei das Ausmaß der Gegenwehr und die genaue Opferzahl nicht abschließend aufgeklärt wurden.
Bei dem Gefecht fielen persönliche Aufzeichnungen und Korrespondenzen Hendrik Witboois in deutsche Hände, darunter ein Teil der Journale des Hendrik Witbooi. Sie erlaubten Einblicke in sein politisches Kalkül und sind heute ein Zeugnis des frühen Antikolonialismus.
Seit 2018 steht der Vorschlag im Raum, den 12. April zu einem nationalen Feiertag Namibias zu erklären.
Im März 2019 besuchte Theresia Bauer, Ministerin für Wissenschaft, Forschung und Kunst Baden-Württembergs, zusammen mit Ida Hoffmann, Vorsitzende des Nama Genocide Technical Committee, Hornkranz. Sie stellten weitere Besuche und Gedenkveranstaltungen an dem Ort in Aussicht.